# Rudi Fink
Rudi Fink (* 6. Juli 1958 in Cottbus, DDR) ist ein ehemaliger deutscher Boxer. Er gewann die Goldmedaille im Federgewicht bei den Olympischen Spielen 1980 in Moskau.

## Werdegang
Fink begann mit dem Boxsport 1967 bei ASG Vorwärts Cottbus und wurde 1971 DDR-Schülermeister, sowie 1971 und 1972 Spartakiadesieger. 1974 erfolgte sein Wechsel zu ASK Vorwärts Frankfurt, wo er von Manfred Wolke trainiert wurde. Er wurde 1974 und 1976 DDR-Juniorenmeister und gewann die Silbermedaille im Bantamgewicht bei der Junioren-Europameisterschaft 1976 in Izmir.
Bei den Erwachsenen wurde er 1977 und 1979 DDR-Meister im Federgewicht, nachdem er in den Finalkämpfen Alexander Seidel und Torsten Koch besiegt hatte. 1978 war er nach einer Finalniederlage gegen Richard Nowakowski Vizemeister geworden. Bei der Europameisterschaft 1979 in Köln unterlag er im Viertelfinale gegen Wiktor Rybakow aus der Sowjetunion.
1980 wurde er mit einem Finalsieg gegen Roland Poye DDR-Meister im Leichtgewicht und startete bei den Olympischen Spielen 1980 in Moskau, wo er sich gegen Hannu Kaislama aus Finnland (5:0), Ismail Mohamad aus Afghanistan (KO), Carlos González aus Mexiko (KO), Winfred Kabunda aus Sambia (4:1), Wiktor Rybakow (4:1) und Adolfo Horta aus Kuba (4:1) durchsetzen und dadurch Olympiasieger im Federgewicht werden konnte. Für diesen Erfolg wurde er mit dem Vaterländischen Verdienstorden in Silber ausgezeichnet.
Bei der Europameisterschaft 1981 in Tampere schied er in der Vorrunde des Leichtgewichts gegen Jordan Lessow aus. 
Darüber hinaus war Fink Gewinner des Chemiepokals 1978, 1979 und 1980. 

## Nach dem Boxen
Er beendete seine Wettkampfkarriere noch 1981. Er wurde daraufhin als Nachwuchs-Trainer im Bezirk Cottbus, sowie an der Kinder- und Jugendsportschule des SC Cottbus eingestellt. Nach der Wende erhielt Fink 1991 eine Stelle als Landestrainer, diese wurde jedoch kurz darauf 1993 gestrichen. Fink, der nach seiner Lehre zum Kfz-Schlosser auch ein Sportstudium absolvierte, arbeitete ab 1994 als staatlich anerkannter Erzieher in Cottbus.
Im Januar 2003 besuchte er seinen ehemaligen Trainer Wolke, anlässlich dessen 60. Geburtstags. Dieser machte ihm daraufhin das Angebot, als Co-Trainer bei ihm einzusteigen. Seit dem 1. Mai 2003 hatte Rudi Fink diese Stelle inne und betreute unter anderem Danilo Häußler.
Rudi Fink ist verheiratet und hat ein Kind.

## Weblink
- Rudi Fink in der Datenbank von Olympedia.org (englisch)